# Patti Valkenburg

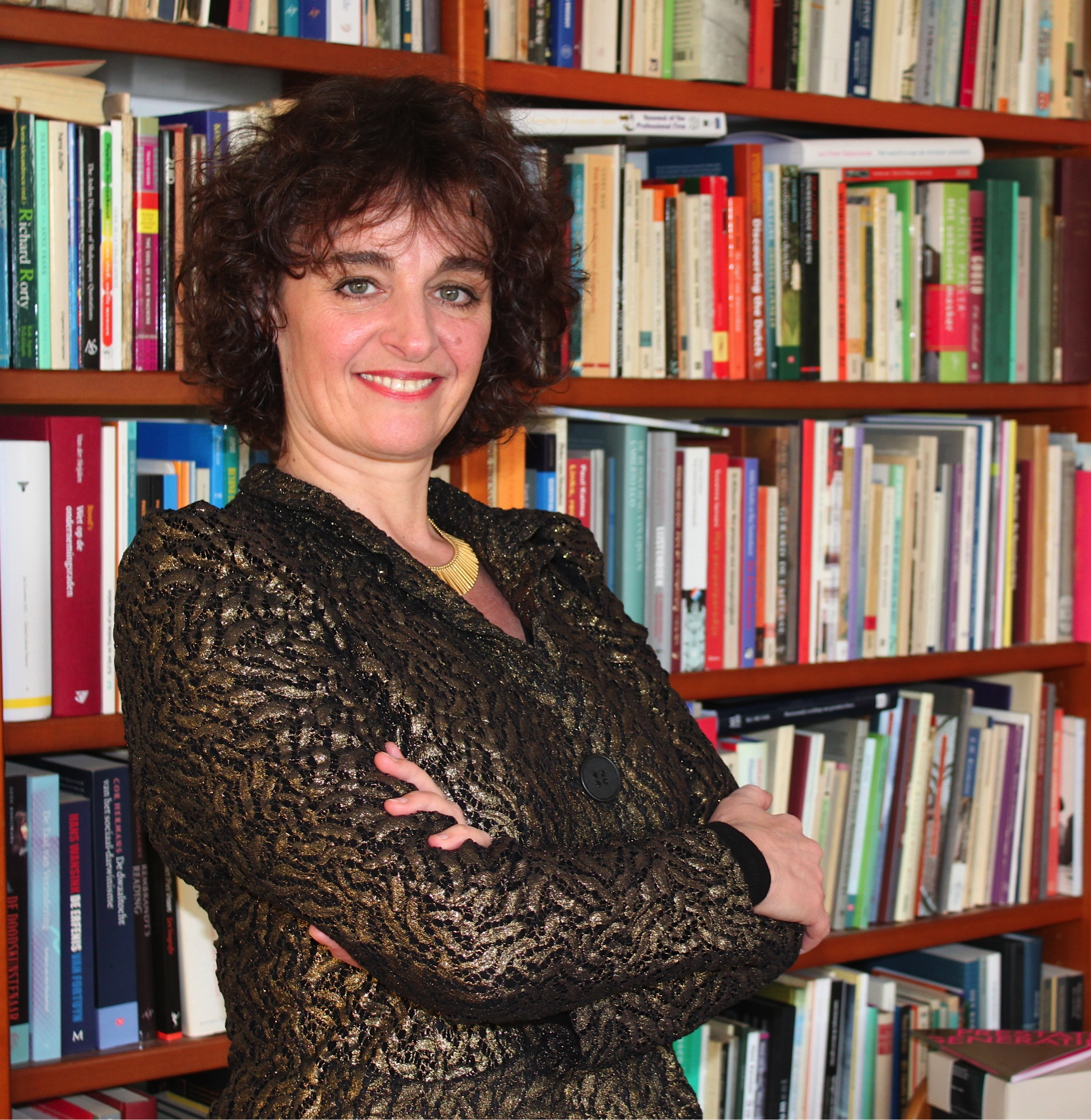
Patti Valkenburg

Patti Maria Valkenburg (* 19. August 1958 in Delft)  ist eine niederländische Medienwissenschaftlerin. Sie war Professorin an der Universität Amsterdam.
Valkenburg erwarb ihren Abschluss in Pädagogik an der Universität Leiden 1990 und wurde dort 1995 cum laude promoviert. Danach war sie an der Universität Amsterdam, wo sie 1998 Professorin für Jugend und Medien wurde. Valkenburg ist Gründerin und Direktorin des Center for Research on Children, Adolescents, and the Media (CCAM) der Universität Amsterdam.
Sie untersuchte die Entwicklung von Medien wie Fernsehen und Internet auf die Entwicklung von Kindern und Jugendlichen und untersuchte den Einfluss von Medien, genetischer Disposition und Familie und Freundeskreis auf kognitive Fähigkeiten, ADHD und Aggression.
2011 erhielt sie den Spinoza-Preis. Valkenburg ist Mitglied der Königlich Niederländischen Akademie der Wissenschaften. 2010 erhielt sie einen Advanced Grant des ERC. 2024 wurde sie zum Mitglied der Academia Europaea gewählt.
Valkenburg war eine der Initiatoren einer jugendgerechten Auszeichnung von Filmen in den Niederlanden (Kijkwijzer). Sie ist Mitherausgeberin von Human Communication Research.

## Schriften
- Vierkante Ogen, Maarten Muntinga 1999
- Children's Responses to the Screen: A Media Psychological Approach, Lawrence Erlbaum 2004
- Valkenburg, P. M., & Peter, J. (2009): Social Consequences of the Internet for Adolescents: A Decade of Research. Current Directions in Psychological Science, 18(1), 1–5. https://doi.org/10.1111/j.1467-8721.2009.01595.x.
- Beeldschermkinderen, Boom Lemma 2013
- Schermgaande jeugd, Bakker 2014
- Jochen Peter, Patti M. Valkenburg: Adolescents and Pornography. A Review of 20 Years of Research. In: The Journal of Sex Research. Band 53, Nr. 4–5, 2016, S. 509–531, doi:10.1080/00224499.2016.1143441 (englisch).
- Patti M. Valkenburg, Adrian Meier, Ine Beyens: Social media use and its impact on adolescent mental health: An umbrella review of the evidence, Current Opinion in Psychology, Volume 44, 2022, Pages 58–68, https://doi.org/10.1016/j.copsyc.2021.08.017.